# Torraza de Lárrede
La Torraza de Lárrede o torre del Moro es una torre vigía del siglo XV o siglo XVI situada en la localidad oscense de Lárrede en el municipio de Sabiñánigo, España.

## Historia
La fortificación que vemos hoy en día se construyó sobre la base de la construcción primitiva que ya existía en el año 992 ya que fue esta antigua fortificación fue conquistada durante la campaña relámpago del conde Galindo II en ese mismo año.
En 1121 se cita a Galín de Lárrede como su tenente y Durán Gudiol apunta que este Galín debía de ser el tercer miembro de una familia conocida en la zona y que podría estar relacionada con la construcción de la iglesia de la población y de la torre de la población.
Durante los siglos XV y XVI se volvieron a levantar estas torres en la zona del Alto Aragón debido a varias cosas: 
- El auge del bandolerismo y al conflicto existente entre la ciudad de Jaca y los habitantes del Valle de Tena.
- El rechazo de algunos nobles del resultado del Compromiso de Caspe y su apoyo a la rebelión del conde de Urgel.
- La inseguridad en la frontera.

Según algunos autores esta segunda torre debió de ser construida por los López, una familia infanzona que ya estaba presente en Hoz de Jaca en el 1062 y de la cual una rama cadete tenía en posesión la mitad de Lárrede en el siglo XVII, posteriormente y ya en la primera mitad del siglo XIX tanto el pueblo como el castillo eran de la Duquesa de Híjar.

## Descripción
Es una torre defensiva que pudo formar parte de un castillo. Desde aquí se domina el valle del río Gállego y formaba parte del sistema defensivo del Campo de Jaca junto con el castillo de Larrés y las torres de Boalar y Escuer, en la otra orilla del río.
Tiene planta rectangular de unos 6,5 por 4,5 metros de lado, con un grosor de muro de 1,5 metros y construido en sillarejo y pizarra en las zonas media y alta y sillarejo isódomo de diferente factura en la zona baja.
En su interior, la torre se divide en cuatro plantas, teniendo el lado este de la torre dos aspilleras en el tercer piso y una en el cuarto piso, mientras que la sur posee un acceso elevado a la altura del segundo piso y en el tercero una ventana con banco individual al interior, en el muro oeste la torre presenta una aspillera en la cuarta planta y en el muro norte existe otra aspillera en el parapeto superior, siendo rematado por unas almenas. El forjado de la cubierta también era de madera.
Adolfo Castán Sarasa anota la antigüedad de algunos de sus sillares, en especial aquellos del lado oeste, que describen como menudos y de hiladas pequeñas con lajas y ripios y que denotan que es en este lado en el que seguramente se aprovecharon la existencia de los restos de la construcción defensiva existente en el 922 para la construcción de la torre renacentista.

## Catalogación
La Torraza de Lárrede está inscrito en el Registro Aragonés de Bienes de Interés Cultural al estar incluido dentro de la relación de castillos considerados Bienes de Interés Cultural, en el apartado de monumento, en virtud de lo dispuesto en la disposición adicional segunda de la Ley 3/1999, de 10 de marzo, del Patrimonio Cultural Aragonés. Este listado fue publicado en el Boletín Oficial de Aragón del 22 de mayo de 2006.